# Janusz Ossowski (redaktor)
Janusz Ossowski (ur. 1957) – redaktor naczelny kwartalnika naukowego "Pieniądze i Więź", dyrektor Spółdzielczego Instytutu Naukowego.

## Życiorys
Absolwent Uniwersytetu Gdańskiego; w latach 1989–1991 pracownik Komisji Krajowej NSZZ „Solidarność”; od 1990 r. współorganizator systemu spółdzielczych kas oszczędnościowo-kredytowych (SKOK) w Polsce, odpowiedzialny za edukację i wydawnictwo; organizator i dyrektor Szkoły Bankowej Fundacji na rzecz Polskich Związków Kredytowych (1990–2010), organizator i prorektor Wyższej Szkoły Finansów i Administracji w Gdańsku (2001–2009).
Został redaktorem prowadzącym kwartalnika „Prawo i Więź”.
Żonaty z Ireną, z którą ma dwie córki: Annę, anglistkę i Joannę, psycholog.

## Odznaczenia
- Złoty Krzyż Zasługi
- Srebrny Krzyż Zasługi
- Medal „Pro Memoria”
- Złota "Odznaka Honorowa za Zasługi dla Spółdzielczych Kas Oszczędnościowo-Kredytowych"